# Déou
Deou là một tổng thuộc  tỉnh Oudalan ở phía bắc Burkina Faso. Thủ phủ là thị xã Déou. Dân số năm 2006 là 25.745 người.

## Các thị xã và làng xã
Boukessi, Dibissi, Férério, Gandafabou-Guelgobé, Gandafabou-Kelwélé, Gargassa, Gountawola, Gountouré-Gnégné, Gountouré-Kiri, Kitagou, Saba, Tiofa và Tountré-Poli.